# Ribera Baja-Erribera Beitia
Pour les articles homonymes, voir Ribera Baja.
Ribera Baja en espagnol ou Erribera Beitia en basque est une commune d'Alava, dans la communauté autonome du Pays basque en Espagne.

## Hameaux
La commune comprend les hameaux suivants :
- Igai, concejo ;
- Manzanos, concejo ;
- Melledes, concejo ;
- Quintanilla de la Ribera, concejo ;
- Rivabellosa, concejo, chef-lieu de la commune ;
- Rivaguda, concejo.